# Trygonoptera
Genre
Trygonoptera est un genre de raie.

## Liste des espèces
- Trygonoptera mucosa (Whitley, 1939)
- Trygonoptera ovalis Last et Gomon, 1987
- Trygonoptera personata Last et Gomon, 1987
- Trygonoptera testacea Müller et Henle, 1841